# Карадок ап Алаог
Карадок ап Алаог (валл. Caradog ap Alaog;) - сын Алаога, сына Итига - одного из многочисленных сыновей Каделла Дирнлуга.

## Биография
Карадог без отчества появляется в Житии святого Беуно (г.ж.545 - 613 н.э.). События, очевидно, происходили в окрестностях Холивелла в Тегейнгле. В «Жизне» говорится, что Тифид и его жена ходили в церковь, чтобы послушать мессу и проповедь Беуно, оставив дочь дома. Пока она стояла на страже, подошел Карадог, местный правитель, и сделал ей неправильные предложения. Она убежала в сторону церкви, преследуя Карадога. Когда она подошла к двери церкви, Карадог отрубил ей голову своим мечом. Беуно, увидев, что произошло, проклял Карадога, который «растворился в растворенном озере», и его больше не видели в этом мире. Девушку вернул к жизни Беуно. Житие святой Уинифриды добавляет больше подробностей. Девушку звали Уинифред, а Карадог был сыном Алаога - королевской крови. Имя отца Карадога связывает его с Хаварденом (Пеннарлагом), примерно в десяти милях к юго-востоку от Холиуэлла. В Пениарте MS.131 с.288 нам сообщается, что Тайфид (Тивид) был отцом Ивайна Пенниверва, который был латодом Карадоком ап Алаоком, правитель Пенн Арлаок. Это подтверждает связь Карадога с Хаварденом, но дает альтернативную версию его смерти, а именно то, что он был убит Оуэйном Пеннифервом, сыном Тайфида, то есть братом Гвенфрюи. Ранульф Хигден (ум. 1364) в своем «Полихрониконе» говорит, что дети и потомки неназванного преступника, совершившего преступление, лаяли, как собачьи щенки, пока не просили милости у колодца Уайнфред или у ее святыни в городе Шрусбери, «где она покоится сегодня».